# 幸运克洛伊
幸运克洛伊（简称为「克洛伊」）是万代南梦宫娱乐公司的格斗游戏系列《铁拳》中的虚构角色，她首次在《铁拳 7》中亮相。她是一个穿着黑色、粉色和白色猫咪主题服装的少女，包括猫耳、尾巴和爪子。她被描述为一个宅女，痴迷于日本流行文化 ，并用日语和带有日本口音的英语交流。她被G Corporation雇用为商业吉祥物。
她的格斗风格涉及大量的踢腿、旋转和翻转动作，有点像嘻哈舞者。正如她、艾迪·貢多和杰克-7自己的结局所示，她在偶像人设中是一位优秀的女演员，但在现实生活中却被揭示出是一位心地恶劣的人。对幸运克洛伊的评价褒贬不一，有人批评她的设计“缺乏创意和平庸”，而另一些人则声称《铁拳》中有许多比她更“荒唐可笑”的角色来为她辩护。

## 登场

### 铁拳系列
幸运克洛伊是一位J-pop的忠实宅女，也是G Corporation品牌的代言人。当艾迪·貢多以舞蹈般的技巧一个接一个地打倒警卫并闯进G Corp时，克洛伊毫不畏惧地走到他面前挡住他的去路。
她给那个男人露出她标志性的微笑，并向他发出挑战：与她战斗，如果输了，他将必须成为她的伴舞。无论他是否接受条件，她都准备好战斗参加“第7届铁拳王争霸赛”。同时是比赛老手和国际刑警组织的侦探雷武龙恰好是她的粉丝。

#### 设计与游戏玩法
克洛伊的设计师是小崎洋介，他曾参与设计《火焰之纹章觉醒》和《英雄不再》系列的角色。该角色的发布引起了NeoGAF等论坛的抱怨，甚至有人要求导演原田勝弘把这个角色从游戏中删除。与此同时，其他人则指责这个角色是一个“不伦不类”的概念，或将其与其他格斗游戏系列中的角色进行比较。原田在推特上表示，他会考虑让克洛伊作为亚洲和欧洲版本的独占角色，并为北美市场推出一个结实的光头皮肤男角色； 虽然这条推文后来被澄清是一个玩笑，但还是有一些游戏媒体显然认真地对待这条评论。
克洛伊的格斗风格是即兴舞蹈。根据德国版的GamePro杂志的说法，“克洛伊用她灵活的中低位攻击一点一点地消耗对手的生命值——她是一个相对激进的角色，猫装很符合她的战斗风格。” 

## 文化产品
2016年7月，Kotobukiya推出一款A1⁄7比例的幸运克洛伊模型。模型的设计是由山下俊也负责设计。

## 评价
总体来说，幸运克洛伊的评价褒贬不一。Eurogamer的Wesley Yin-Poole观察到“幸运克洛伊已经分裂到格斗游戏社区，一些人批评她的日本偶像设计缺乏创意和通用性。其他人则指出，尽管在近身格斗方面更加逼真，但《铁拳》系列具有包含奇特角色的传统，其中许多角色的设计吸引日本观众。”  ToonZone的Todd Black质疑《铁拳 7》是否“越界”将克洛伊加入游戏，他补充说“尽管格斗游戏可能不‘现实的’，但它们应该是可信的。或者至少在世界范围内是可信的。如果你把《街霸》和《铁拳》进行比较，您会发现战士及其风格之间存在明显差异。但即使在这些世界中，什么是可信的，什么是不可信的，能够一目了然。然后是....幸运克洛伊。”布莱克还表示“在《铁拳 7》的背景下是不可信的。无论是她荒谬的装束，还是她的手实际上是有衬垫的（因此与没有衬垫的手相比，打击力不足），甚至是她跳舞的格斗风格，粉丝们都无法信任她。” 在 WhatCulture上，游戏记者Scott Tailford将她评为《铁拳7》中最糟糕的角色，并评论说“这个角色几乎让人觉得是为了惹恼硬核设定而设计的，她几乎是被设计出来激怒核心玩家的角色，实际上，她的招式并不令人信服。”Tailford还批评她的 怒气技“非常廉价”，因为她在攻击时会穿过其他角色，再进行连击。
Den of Geek的Gavin Jasper对她的批评进行了讽刺性回应：“是的，一个打扮成猫的女孩似乎不适合成为拳击袋鼠、木头人、长着电锯手的机器少女、以及……吉光等角色到底是什么东西。”  GameSpot的埃迪·马库奇 (Eddie Makuch) 对她持中立态度，称“《铁拳》系列以其奇特的角色而闻名，因此幸运克洛伊的古怪设计不足为奇。” 在比克洛伊更“荒谬”的角色列表中，Eurogamer的Aoife Wilson为她进行辩护，指出她喜欢“轻浮的踢屁屁战士”，同时称赞她“可爱”的态度。在Game Revolution对《铁拳 7》的评论中，James Kozanitis认为 克洛伊“肯定会成为粉丝的最爱”，并指出她对日本文化的痴迷。
尽管在北美受到了许多负面批评，但原田在2020年表示，幸运克洛伊在《铁拳 7》中在北美的使用率超过其他地区。